# فيكتور ماجوريل أناجناستوبول
فيكتور ماجوريل أناجناستوبول (بالرومانية: Victor Anagnastopol)‏ مواليد 23 مارس 1986 في بوخارست، هو لاعب كرة مضرب روماني بدأ مسيرته كمحترف سنة 2003 يلعب باليد اليمنى. أعلى تصنيف له في الفردي كان المركز الـ 469 في سنة 2011. أعلى تصنيف له في الزوجي كان المركز الـ 596 في سنة 2010.

## النهائيات

### الزوجي النهائي: 1 (1–0)
| الحصيلة | الرقم | التاريخ        | الدورة          | الأرضية | الشريك       | المنافس في النهائي     | النتيجة  |
| الفوزs  | 1.    | 10 سبتمبر 2011 | براشوف، رومانيا | ترابية  | فلورن ميرغيا | دوشان لوجدا بينوا بيير | 6–2, 6–3 |

## روابط خارجية
- فيكتور ماجوريل أناجناستوبول على موقع رابطة محترفي التنس (الإنجليزية)
- فيكتور ماجوريل أناجناستوبول على موقع الاتحاد الدولي لكرة المضرب (الإنجليزية)
- فيكتور ماجوريل أناجناستوبول على موقع خلاصة التنس.كوم (الإنجليزية)